# Безверхий Валентин Борисович
Валентин Борисович Безверхий — генерал-майор, начальник Департаменту інформаційно-аналітичного забезпечення Служби безпеки України з 14 квітня 2016 року.

## Життєпис
Станом на 1998 рік — кандидат політичних наук, консультант-експерт Служби безпеки України.
14 квітня 2016 року призначений начальником Департаменту інформаційно-аналітичного забезпечення Служби безпеки України .
22 березня 2019 року отримав звання генерал-майора . 

## Нагороди
За вагомий особистий внесок у захист державного суверенітету, забезпечення конституційних прав і свобод громадян, зміцнення економічної безпеки держави, зразкове виконання службового обов'язку, відзначений:
- медаллю «За військову службу Україні»[4]